# Línea Minas
La línea Minas es una de las cinco líneas ferroviarias activas de Uruguay. En la actualidad se encuentra destinada para servicios de carga y habilitada para servicios de pasajeros.

## Características

#### Estaciones
- Estación Sayago
- Estación Peñarol
- Estación Manga
- Estación Toledo
- Estación Joaquín Suárez
- Estación Pando
- Estación Víctor Sudriers
- Estación Pedrera
- Estación Tapia
- Estación Migues
- Estación Montes
- Estación Andreoni
- Estación Solís
- Estación Ortíz
- Estación Verdún
- Estación Minas

En la actualidad entre las estaciones Peñarol a Estación Pedrera y de Estación Verdum a Minas se encuentran habilitadas para servicios de pasajeros. En el caso de la Estación Montes se encuentra clausurada.

#### Operadores
- North Eastern Uruguay Railway (1887 - 1889)
- Central Uruguay Railway (1889 - 1949)
- Ferrocarril Central (1949 - 1952)
- Administración de Ferrocarriles del Estado (1952 - presente)
- Servicios Logísticos Ferroviarios (2015 - presente) [2]

#### Velocidades
Las velocidades máximas permitidas entre Estación Sayago y el paso a nivel de Camino Casavalle son de 60 km/h para cargas y pasajeros. Entre Camino Casavalle y Estación Víctor Sudriers son de 40 km/h para cargas y 50 km/h para pasajeros. Desde Estación Víctor Sudriers hasta Estación Tapia son de 50 km/h para cargas y 60 km/h para pasajeros. Por último, entre Estación Tapia y Estación Minas son de 40 km/h para cargas y 50 km/h para pasajeros.

#### Servicios
Los servicios que se realizan en el ramal son de carga y en su gran mayoría de transporte de cemento provenientes de la Planta Cementos Ancap. La misma se sitúa sobre el Ramal Puma, perteneciente a la Línea Minas. Sin embargo, los conflictos del último año en la estatal de combustibles dificultaron el traslado del cemento hacia la Planta Manga para su posterior fraccionamiento, debiendo reducir y paralizar los viajes Servicios Logísticos Ferroviarios quién se encarga la operación del servicio.

#### Precauciones
Desde el año 2008 está reportado fisuras en los pilares del puente Atahona en la zona de Solís, Lavalleja en 269 metros de extensión. También, desde el año 2015 está reportado desniveles y desalineación de la vía junto a falta de piedra durante los últimos dos kilómetros de la línea en Minas.
En el primer caso las formaciones deben circular a 10 km/h, mientras que en el segundo a 20 km/h.

## Esquemas ferroviarios
Línea Minas
|  | ENDEa |

|  | PSTR(L) |

|  | hKRZWae |

|  | ABZg+l |

|  | PSTR(L) |

|  | BUE |

|  | PSTR(R) |

|  | STR |

|  | PSTR(R) |

|  | hKRZWae |

|  | hKRZWae |

|  | PSTR(R) |

|  | hKRZWae |

|  | STR+GRZq |

|  | BUE |

|  | PSTR(R) |

|  | STR |

|  | PSTR(L) |

|  | BUE |

|  | hKRZWae |

|  | hKRZWae |

|  | PSTR(R) |

|  | BUE |

|  | hKRZWae |

|  | hKRZWae |

|  | BUE |

|  | PSTR(R) |

|  | BUE |

|  | BUE |

|  | STR | exCONTg@G |

|  | PSTR(L) | PSTR(R) |

|  | ABZg+l | STRr |

|  | STR |

|  | PSTR(L) |

|  | hKRZWae |

|  | PSTR(L) |

|  | hKRZWae |

|  | hKRZWae |

|  | BUE |

|  | PSTR(L) |

|  | BUE |

|  | eABZg+r |

|  | hKRZWae |

|  | BUE |

| CONTg@G | STR |  |

| PSTR(L) | PSTR(R) |  |

| STRl | ABZg+r |  |

|  | hKRZWae |

|  | STR+GRZq |

|  | BUE |

|  | PSTR(L) |

|  | ABZgr |

|  | ABZgl | STR+r |

| KDSTaq | ABZgr | STR |

|  | STR | PSTR(L) |

|  | ABZgr | STR |

|  | ABZg+r | STR |

|  | PSTR(R) | PSTR(L) |

|  | CONTf@F | CONTf@F |

Ramal Puma
|  | ENDEa |

|  | STR |

|  | STR |

|  | BUE |

|  | BUE |

|  | ABZg+r |

|  | PSTR(L) |

|  | CONTf@F |